# Tea Peter
Tea Peter (titulado Peter a la derecha en Hispanoamérica y El Tea Peter en España) es el episodio número veintiuno de la décima temporada de la serie de televisión animada Padre de familia. El episodio salió al aire originalmente por Fox en los Estados Unidos el 13 de mayo de 2012. En este episodio, Peter se une al movimiento Tea Party y, junto con su suegro Carter, cerró con éxito el gobierno. Sin embargo, las cosas no salen como se esperaba, y Peter tendrá que encontrar una manera de hacer las cosas como estaban.
El episodio fue escrito por Patrick Meighan y dirigido por Pete Michels. Recibió mezclado a las críticas negativas de los críticos de su historia y referencias culturales. Fue visto por 4,94 millones de espectadores, según Nielsen Rating. El episodio cuenta con actuaciones de invitados especiales Kirker Butler, Chris Cox, Ralph Garman, Ari Graynor, Alexa Ray Joel, Christine Lakin, Tara Strong, Nicole Sullivan, Julius Sharpe, y Fred Tatasciore, junto con el demás el reparto recurrente de la serie.

## Argumento
En la gran reapertura de la farmacia Goldman, Peter encuentra un letrero de "entre, está abierto" en la puerta principal, y decide comprar uno y lo coloca en la puerta de su casa, Lois no le gusta la idea, después que las personas confunden el letrero como si se tratara de un negocio, Peter decide ir a trabajar por su cuenta. El negocio, sin embargo, se vuelve efímero cuando Joe se ve obligado a cerrar por tener un negocio sin licencia. Después de luchar contra el ayuntamiento y perder, Peter encuentra un oído comprensivo en Quagmire, cuando ven una noticia sobre el Tea Party toman la decisión de unirse, para gran consternación de Brian, quien le informa que el Tea Party es en realidad una herramienta de gran negocio. Joe va junto con Peter y Quagmire a una reunión donde el suegro de Peter, Carter, se hizo pasar por un Jornalero llamado "Joe Workingman". Tras la reunión, Peter se detiene el interior para golpear a John, donde encuentra a Carter. A pesar de que se las arregla para convencer a Peter que joe y el no son la misma persona, Carter enlista a Peter para ayudar a deshacerse del gobierno. Pese a la resistencia de la familia, Peter hace llamado a Carter en nombre del Tea Party y de la campaña con éxito para que el alcalde Adam West cierre el gobierno de Quahog. Los ciudadanos de Quahog celebran su nueva libertad del gobierno, saliendo con muchas cosas. De Quagmire casarse y embarazar una jirafa  rotundamente diciendo que el hijo de la jirafa no es de él,a Chris una sobredosis de mescalina y va a Las Vegas.
Él desarrolla un emotivo discurso sobre el gobierno, a pesar de que se las arregla para presentarlo como una "cosa completamente nueva". Después de convencer a los ciudadanos para reformar con éxito el gobierno. Cuando Lois dice que está orgullosa de Peter, él dice que no le importa, lo único que le importa son los comentarios en internet, rápidamente va a su Laptop y termina el episodio decepcionado por los resultados.

## Producción

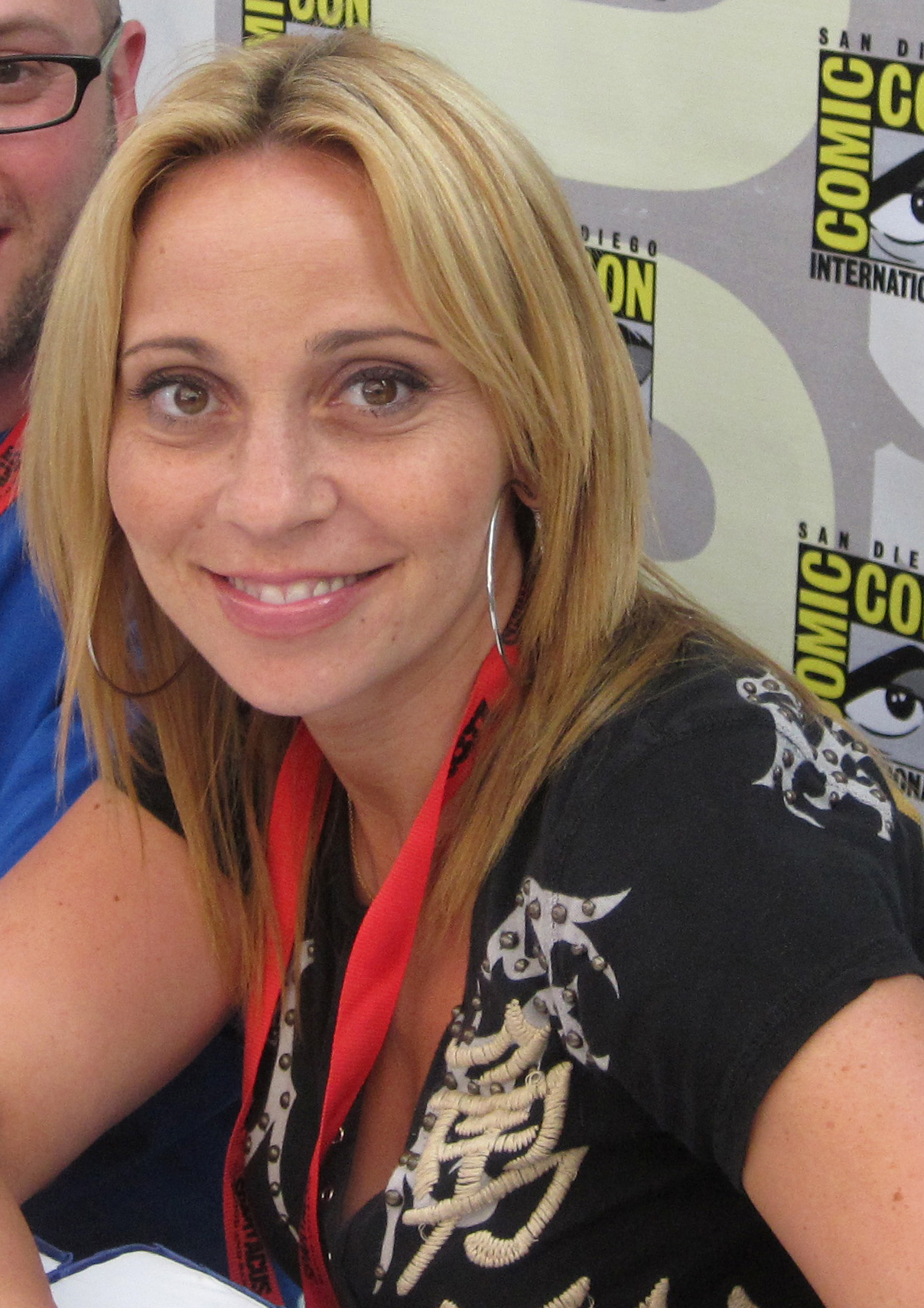
Tara Strong invitada en el episodio.

"Tea Peter" fue escrito por Patrick Meighan y dirigido por Pete Michels. Peter Shin trabajó como productor de supervisor en animación, con James Purdum y Dominic Bianchi como directores de supervisión, y Andrew Goldberg y Alex Carter como editores ejecutivo de la historia.
Además del reparto regular, el ex- escritor de Padre de familia Kirker Butler, el actor de voz Chris Cox, el actor de voz Ralph Garman, la actriz Ari Graynor, la actriz Alexa Ray Joel, la voz de la actriz Christine Lakin, la voz de la actriz Tara Strong, la voz de la actriz Nicole Sullivan, el escritor Julius Sharpe, y la voz de actor Fred Tatasciore fueron las estrellas invitadas en el episodio. los actores de voz recuerrentes Johnny Brennan, el escritor Steve Callaghan, el escritor Mark Hentemann, el escritor Patrick Meighan, el escritor Danny Smith, el escritor Alec Sulkin , y el escritor John Viener hicieron actuaciones menores en todo el episodio. Los miembros del reparto recurrente Adam West y Patrick Warburton también aparecieron en el episodio, interpretando a los personajes de Adam West y Joe Swanson, respectivamente.